# Fabriciana margareta
Fabriciana margareta är en fjärilsart som beskrevs av Christian Friedrich Stephan 1924. Fabriciana margareta ingår i släktet Fabriciana och familjen praktfjärilar. Inga underarter finns listade i Catalogue of Life.